# Groupe de NGC 7162
Le groupe de NGC 7162 comprend au moins quatre galaxies situées dans la constellation de la Grue. La distance moyenne entre ce groupe et la Voie lactée est d'environ 31,9 Mpc (∼104 millions d'al).

## Membres
Le tableau ci-dessous liste les quatre galaxies du groupe indiquées dans l'article de A.M. Garcia paru en 1993.
| Nom                   | Class.      | Type                        | α (J2000.0)      | δ (J2000.0)      | Vitesse radiale (km/s) | m     | Distance (Mpc) | Diamètre (kal) |
| --------------------- | ----------- | --------------------------- | ---------------- | ---------------- | ---------------------- | ----- | -------------- | -------------- |
| NGC 7162              | (R')SA(r)bc | Spirale                     | 21h 59m 39.13s   | -43° 18′ 21.5″   | 2314 ± 6               | 12,7  | 30,8 ± 2,2     | 123            |
| NGC 7166              | SA0^-       | Lenticulaire                | 22h 00m 32.92s   | -43° 23′ 23.0″   | 2466 ± 24              | 11,9  | 33,1 ± 2,4     | 196            |
| NGC 7162A (PGC 67818) | SB(s)m      | Spirale barrée magellanique | 22h 00m 35.7499s | -43° 08′ 30.179″ | 2269 ± 3               | 12,5  | 30,2 ± 2,1     | 97             |
| ESO 288-25            | Scd         | Spirale                     | 21h 59m 17.84s   | -43° 52′ 01.3″   | 2484 ± 24              | 12,64 | 33,4 ± 2,4     | 119            |

Le site DeepskyLog permet de trouver aisément les constellations des galaxies mentionnées dans ce tableau ou si elles ne s'y trouvent pas, l'outil du site constellation permet de le faire à l'aide des coordonnées de la galaxie. Sauf indication contraire, les données proviennent du site NASA/IPAC.